# StarCraft : Retour à Bountiful
Retour à Bountiful (Speed of Darkness) est le troisième roman de la trilogie StarCraft qui adapte le scénario du jeu vidéo StarCraft. Il a été écrit par Tracy Hickman et a été publié en juin 2002.

## Synopsis
Au XXVe siècle, dans une zone de la Voie lactée appelée secteur Koprulu, se trouve la paisible et accueillante planète Bountiful.
La vie des colons de la planète bascule le jour où une armée de Zergs entre en scène. Massacrant tout, les envahisseurs ne laissent dans leur sillage que ruine et désolation. Certains colons parviennent cependant à s’enfuir. L’un d’eux, Ardo Melnikov s’engage dans l’armée Terranne pour lutter contre la menace Zerg.

## Éditions
- Tracy Hickman, Retour à Bountiful, Fleuve noir, coll. « Littérature Générale », août 2003 ((en) Speed of Darkness, 2002)  (ISBN 978-2-2650-7510-8).